# 33 v.Chr.
Het jaar 33 v.Chr. is een jaartal volgens de christelijke jaartelling.

## Gebeurtenissen

### Italië
- In Rome wordt Gaius Julius Caesar Octavianus voor de tweede maal gekozen tot consul van het Imperium Romanum. Hij spreekt de Senaat toe en verwerpt de "schenkingen" van Marcus Antonius.
- Het tweede termijn van het Tweede Triumviraat verloopt, Octavianus Caesar laat op het Marsveld de Porticus van Octavius restaureren.
- Marcus Vipsanius Agrippa laat de Aqua Julia bouwen, het aquaduct loopt over een afstand ca. 23 kilometer naar Rome en heeft een capaciteit van 48.240 m³ liter per dag.

### China
- 4 augustus - De 19-jarige Han Chengdi volgt zijn vader Han Yuandi op als keizer van het Chinese Keizerrijk.

## Overleden
- Han Yuandi, keizer van het Chinese Keizerrijk
- Tiberius Claudius Nero, Romeins praetor en vader van Tiberius Claudius Nero (de latere keizer)